# Kerstin Ekman
Kerstin Lillemor Ekman, född Hjorth den 27 augusti 1933 i Risinge församling i Östergötland, är en svensk författare. Hon har sedan debuten 1959 skrivit en rad romaner och essäsamlingar, och har två gånger belönats med Augustpriset för årets svenska skönlitterära bok.
Hon har tidigare varit ledamot av Samfundet De Nio (1978–1985, 1993–2021) samt av Svenska Akademien (1978–2018).

## Biografi
Kerstin Ekman är uppvuxen i Katrineholm. Hon är dotter till fabrikör Ernst Hjorth och Anna Dahlgren. Hon flyttade till Uppsala 1952, blev filosofie magister vid Uppsala universitet 1957 och var anställd vid Artfilm 1956–1959. Hon arbetade som lärare vid Wiks folkhögskola utanför Uppsala 1966–1970.
1959 debuterade Ekman med deckarromanen 30 meter mord. Fler deckare följde, och 1961 års Tre små mästare belönades med Expressens Sherlockpris.
Åren 1974–1983 skrev Ekman en romansvit som inspirerats av Katrineholms utveckling från stationssamhälle vid stambanan till en modern industristad. Fyra böcker ingår i sviten: Häxringarna, Springkällan, Änglahuset och En stad av ljus. Sviten fick vid nyutgivning på 2000-talet samlingstiteln Kvinnorna och staden och är även känd som Vallmstasviten. I Katrineholm har en mindre park i centrum kallats Springkällan; förebilden till Springkällan i Ekmans skrivande låg dock i parken ovanför Pingstkyrkan. Kulturhuset fick namnet Ängeln efter Änglahuset på Drottninggatan där Ekmans farmor bott. Det revs 1956.
1970 flyttade Ekman till Östersjäland utanför Härnösand och i början på 1980-talet till Valsjöbyn i Jämtland. Det norrländska landskapet, människorna och de förändringar som samhällets modernisering innebär blev ett viktigt tema i hennes författarskap, inte minst i den Augustprisbelönade romanen Händelser vid vatten från 1993 och trilogin Vargskinnet (Guds barmhärtighet, Sista rompan och Skraplotter) där den sista romanen utkom 2003. I Vargskinnet skildras utvecklingen i en fjällby, Valsjöbyn, under 1900-talet. 
Ekman promoverades till filosofie hedersdoktor vid Umeå universitet 1998. Den 6 oktober 2007 blev hon skoglig hedersdoktor vid Sveriges lantbruksuniversitet. Ekman promoverades med motiveringen en person som med fantastiska kunskaper om skog och nyttjandet av skog gett oss betraktelser som saknar motstycke. Det var första gången i modern tid som fakulteten för skogsvetenskap hedrat en författare. Hennes bok Hunden har översatts till och givits ut på älvdalska.
Ekman blev 1978 ledamot av Svenska Akademien på stol nummer 15 (efter Harry Martinson), som den tredje kvinnan – efter Selma Lagerlöf och Elin Wägner. Efter Salman Rushdie-affären 1989 deltog hon dock inte i Akademiens arbete i protest mot hur Akademien hade hanterat den så kallade Salman Rushdie-affären. Hon uttryckte tidigt sin önskan att lämna Akademien och beviljades formellt utträde i maj 2018. På stol nummer 15 efterträddes hon av Jila Mossaed. Ekman var ledamot av Samfundet De Nio 1993–2021. Hon var även ledamot av De Nio mellan 1978 och 1986.
Kerstin Ekman installerades 1979 som hedersledamot vid Södermanlands-Nerikes nation i Uppsala och senare också som hedersledamot i Norrlands nation.
Åren 1954 till 1966 var hon gift med historikern Stig Ekman (1930–2019) och från 1972 med Börje Frelin (1936–2021) som avled 26 december 2021.
Kerstin Ekman tilldelades 2023 Natur & Kulturs kulturpris.

## Priser och utmärkelser
- 1961 – Sherlock-priset för detektivromanen De tre små mästarna
- 1968 – Litteraturfrämjandets stipendiat
- 1972 – Tidningen Vi:s litteraturpris
- 1973 – Landsbygdens författarstipendium
- 1974 – BMF-plaketten för Häxringarna
- 1975 – Östersunds-Postens litteraturpris
- 1976 – Signe Ekblad-Eldhs pris
- 1977 – Litteraturfrämjandets stora romanpris
- 1980 – Mårbackapriset
- 1984 – Kellgrenpriset
- 1984 – Palmærpriset
- 1989 – Stiftelsen Selma Lagerlöfs litteraturpris
- 1989 – Aniarapriset
- 1989 – Litteraturfrämjandets stora pris
- 1991 – Övralidspriset
- 1992 – Sixten Heymans pris
- 1993 – Augustpriset för romanen Händelser vid vatten
- 1993 – BMF-plaketten för Händelser vid vatten
- 1993 – Moa-priset
- 1993 – Bästa svenska kriminalroman för romanen Händelser vid vatten
- 1993 – Årets författare (SKTF)
- 1994 – Nordiska rådets litteraturpris för romanen Händelser vid vatten
- 1995 – Pilotpriset
- 1996 – Frödingstipendiet
- 1997 – Eyvind Johnsonpriset
- 1997 – Hedenvind-plaketten
- 1998 – Litteris et Artibus
- 2000 – Ivar Lo-priset
- 2003 – Augustpriset för romanen Skraplotter
- 2008 – Gerard Bonniers essäpris
- 2011 – Stora läsarpriset
- 2012 – Ivar Lo-Johanssons personliga pris
- 2012 – Bureuspriset
- 2012 – "Guldluppen" av Svenska Botaniska Föreningen[13]
- 2022 – Samfundet De Nios Stora pris
- 2023 – Natur & Kulturs kulturpris

## Filmatiseringar
- 1960 – Tärningen är kastad
- 1963 – Societetshuset (TV-serie)
- 1999 – Dödsklockan
- 2003 – Hunden
- 2008 – Varg (filmen bygger på en episod ur "Skraplotter".)
- 2023 – Händelser vid vatten (TV-serie)